# Młotkowo-Wieś
Młotkowo-Wieś (prononciation : [mwɔtˈkɔvɔ ˈvjɛɕ]) est un village polonais de la gmina de Zawidz dans le powiat de Sierpc de la voïvodie de Mazovie dans le centre-est de la Pologne.
Le village comptait approximativement une population de 39 habitants en 2011.

## Histoire
De 1975 à 1998, le village appartenait administrativement à la voïvodie de Płock.

Depuis 1999, il appartient administrativement à la voïvodie de Mazovie